# 화학 친화력
화학 친화력(化學親和力, 영어: chemical affinity)은 물리화학 및 화학물리학에서 서로 다른 화학종이 화합물을 형성할 수 있게 하는 전자적 특성이다. 화학 친화력은 원자 또는 화합물이 화학 반응에 의해 조성이 다른 원자 또는 화합물과 결합하는 경향을 나타낼 수도 있다.

## 같이 보기
- 전자 친화도